# صمد دهمرده
صمد دهمرده، روستایی از توابع بخش قرقری شهرستان هیرمند در استان سیستان و بلوچستان ایران است.

## جمعیت
این روستا در دهستان قرقری قرار دارد و براساس سرشماری مرکز آمار ایران در سال ۱۳۸۵، جمعیت آن ۲۵ نفر (۵خانوار) بوده‌است.